# Inseparabili (Nino D'Angelo)
Inseparabili è un album di Nino D'Angelo, pubblicato dall'etichetta discografica Ricordi nel 1989. Contiene 10 canzoni.
L'Album ha venduto oltre 80.000 Copie

## Tracce
1. Io vivo
2. Cenere d'amore
3. Nenne'
4. M'annammoro e te
5. Si nun tenesse a te
6. Sempe cu te
7. Via Torino 3
8. Io e mia sorella
9. Inseparabili
10. Famm'esistere